# Боков, Мовсар Русланович
Мовсар Русланович Боков (род. 1 ноября 1989, Назрань, Чечено-Ингушская АССР) — российский боец смешанных единоборств ингушского происхождения, двукратный чемпион мира по панкратиону, трёхкратный чемпион России по панкратиону, чемпион мира по боевому самбо, двукратный чемпион России по боевому самбо.

## Спортивные достижения

### Боевое самбо
- Федерация россии по боевому самбо
  - Чемпионат России по боевому самбо 2017 года — [1]
  - Чемпионат России по боевому самбо 2018 года —
- Всемирная федерация по боевому самбо
  - Чемпионат мира по боевому самбо (Каспийск, 2018) —
- Панкратион
  - Чемпионат мира по панкратиону (Тбилиси, 2016) — [2]
  - Чемпионат мира по панкратиону (Бобруйск, 2018) — 
  - Чемпионат России по панкратиону 2016 года — 
  - Чемпионат России по панкратиону 2018 года — 
  - Чемпионат России по панкратиону 2019 года —
- Вольная борьба
  - Турнир по вольной борьбе им. Городовикова 2017 года — 
  - Турнир по вольной борьбе им. Арамисова 2009 года — 
  - Турнир по вольной борьбе им. Городовикова 2007 года — 
  - Спартакиада народов СКФО —

## Статистика профессиональных боёв
| Боёв 7   | Побед 5 | Поражений 2 |
| -------- | ------- | ----------- |
| Нокаутом | 3       | 0           |
| Сдачей   | 1       | 0           |
| Решением | 1       | 2           |

| Результат | Соперник                      | Способ                           | Турнир                                     | Место проведения        | Дата            | Раунд | Время | Примечание |
| --------- | ----------------------------- | -------------------------------- | ------------------------------------------ | ----------------------- | --------------- | ----- | ----- | ---------- |
| Поражение | Хейдер Хассан, США            | Решением (единогласным)          | M-1 Challenge 103 Doskalchuk vs. Kelades   | Шэньчжэнь, Китай        | 3 августа 2019  | 3     | 5:00  |            |
| Победа    | Белек Абдыжапаров, Кыргызстан | Решением (единогласным)          | M-1 Challenge 95 Battle in the Mountains 7 | Таргим, Россия          | 21 июля 2018    | 3     | 5:00  |            |
| Победа    | Леван Солодовник, Россия      | Сабмишном (прямой замок лодыжки) | M-1 Challenge 90 Kunchenko vs. Butenko     | Санкт-Петербург, Россия | 30 марта 2018   | 2     | 1:35  |            |
| Победа    | Фарзад Гадери, Иран           | Техническим нокаутом (удары)     | ACB 66 Young Eagles 20                     | Грозный, Россия         | 5 августа 2017  | 2     | 1:42  |            |
| Победа    | Игорь Оноприенко,Украина      | Техническим нокаутом (удары)     | M-1 Challenge 81 Battle in the Mountains 6 | Джейрах, Россия         | 22 июля 2017    | 1     | 3:43  |            |
| Поражение | Алибек Расулов, Россия        | Решением (единогласным)          | M-1 Global Road to M-1: Battle in Nazran 2 | Назрань, Россия         | 27 февраля 2016 | 3     | 5:00  |            |
| Победа    | Юнус Тагиров, Россия          | Техническим нокаутом (удары)     | M-1 Global - Road to M-1: Battle in Nazran | Назрань, Россия         | 12 декабря 2015 | 1     | 2:38  |            |